# Tebnimit Buransri
Tebnimit Buransri (thailändisch เทพนิมิตร บุราณศรี, * 29. Juli 1993) ist ein thailändischer Fußballspieler.

## Karriere
Tebnimit Buransri stand bis 2019 beim Khon Kaen United FC unter Vertrag. Wo er vorher unter Vertrag stand, ist unbekannt. Der Verein aus Khon Kaen spielte in der dritten thailändischen Liga, der Thai League 3. Hier trat der Verein in der Upper Region an. Am Ende der Saison feierte er mit Khon Kaen die Meisterschaft der Region und den Aufstieg in die zweite Liga. Nach dem Aufstieg unterschrieb er einen Vertrag beim Viertligisten Bankhai United FC. Während der Saison wechselte er zu Udon United FC nach Udon Thani. Mit dem Klub spielte er zuletzt in der dritten Liga. Am Ende der Saison wurde er mit Udon Meister der North/Eastern Region. In den Aufstiegsspielen zur zweiten Liga konnte man sich nicht durchsetzen. Zur Saison 2021/22 unterschrieb er einen Vertrag beim Zweitligisten Lampang FC. Sein Zweitligadebüt für den Verein aus Lampang gab Tebnimit Buransri am 4. September 2021 (1. Spieltag) im Heimspiel gegen den Zweitligaaufsteiger Muangkan United FC. Hier wurde er in der Nachspielzeit für Weerayut Sriwichai eingewechselt. Das Spiel endete 1:1. Für Lampang bestritt er 24 Ligaspiele. Nach der Hinserie 2022/23 wechselte er im Januar 2023 zu seinem ehemaligen Verein Udon United FC.

## Erfolge
Khon Kaen United FC
- Thai League 3 – Upper: 2019  ▲

Udon United FC
- Thai League 3 – North/East: 2020/21